# Grand Central Palace
Pour les articles homonymes, voir Grand Central.
 (février 2023).
La mise en forme du texte ne suit pas les recommandations de Wikipédia : il faut le « wikifier ».
Les points d'amélioration suivants sont les cas les plus fréquents :
- Les titres sont pré-formatés par le logiciel. Ils ne sont ni en capitales, ni en gras.
- Le texte ne doit pas être écrit en capitales (les noms de famille non plus), ni en gras, ni en italique, ni en « petit »…
- Le gras n'est utilisé que pour surligner le titre de l'article dans l'introduction, une seule fois.
- L'italique est rarement utilisé : mots en langue étrangère, titres d'œuvres, noms de bateaux, etc.
- Les citations ne sont pas en italique mais en corps de texte normal. Elles sont entourées par des guillemets français : « et ».
- Les listes à puces sont à éviter, des paragraphes rédigés étant largement préférés. Les tableaux sont à réserver à la présentation de données structurées (résultats, etc.).
- Les appels de note de bas de page (petits chiffres en exposant, introduits par l'outil «  Source ») sont à placer entre la fin de phrase et le point final[comme ça].
- Les liens internes (vers d'autres articles de Wikipédia) sont à choisir avec parcimonie. Créez des liens vers des articles approfondissant le sujet. Les termes génériques sans rapport avec le sujet sont à éviter, ainsi que les répétitions de liens vers un même terme.
- Les liens externes sont à placer uniquement dans une section « Liens externes », à la fin de l'article. Ces liens sont à choisir avec parcimonie suivant les règles définies. Si un lien sert de source à l'article, son insertion dans le texte est à faire par les notes de bas de page.
- La présentation des références doit suivre les conventions bibliographiques. Il est recommandé d'utiliser les modèles {{Ouvrage}}, {{Chapitre}}, {{Article}}, {{Lien web}} et/ou {{Bibliographie}}. Le mode d'édition visuel peut mettre en forme automatiquement les références.
- Insérer une infobox (cadre d'informations à droite) n'est pas obligatoire pour parachever la mise en page.

Pour une aide détaillée, merci de consulter Aide:Wikification.
Si vous pensez que ces points ont été résolus, vous pouvez retirer ce bandeau et améliorer la mise en forme d'un autre article.
 (février 2023).
Si vous disposez d'ouvrages ou d'articles de référence ou si vous connaissez des sites web de qualité traitant du thème abordé ici, merci de compléter l'article en donnant les références utiles à sa vérifiabilité et en les liant à la section « Notes et références ».
Le Grand Central Palace était un hall d'exposition situé à Midtown Manhattan, dans la ville de New York. Le nom fait référence à deux structures, toutes deux situées sur Lexington Avenue, près de la gare de Grand Central Terminal.
La structure originale était un édifice de six étages construit en 1893 entre les 43e et 44e rues. Elle a été démolie lors de la construction de Grand Central Terminal, et une nouvelle structure de 13 étages a été construite entre la 46e et 47e Rue. Le deuxième Grand Central Palace a été conçu par les architectes de Grand Central Terminal, Warren et Wetmore et Reed et Stem, dans le style architectural Beaux-Arts, et avait presque deux fois plus de place que la structure originale. Le Palace a servi de principale salle d'exposition de New York de 1911 à 1953, date à laquelle l'espace d'exposition a été remplacé par des bureaux pour l'Internal Revenue Service. Le bâtiment a été démoli à partir de 1964. Tout au long de son histoire, le Grand Central Palace a accueilli des salons de l'automobile, du bateau, des fleurs et du commerce, bien que certaines parties du Palace aient été utilisées comme espace de bureaux. Le premier palais a également été utilisé comme terminal ferroviaire temporaire pendant la construction de Grand Central Terminal dans les années 1900.

## Histoire

### Structure d'origine (1893-1913)
Le Grand Central Palace d'origine a été construit en 1893 sur le pâté de maisons délimité par Lexington Avenue, Depew Place et les 43e et 44e rues. À l'époque, Depew Place était une allée située à l'ouest de Lexington Avenue, qui formait la limite est de Grand Central Depot à l'ouest. Le Palace d'origine, une structure de six étages en brique, contenait 310 000 pieds carrés (29 000 m2) de surface utile.
Le terrain situé sous le Grand Central Palace original appartenait à l'origine à la succession de l'entrepreneur Robert Goelet, mort en 1899. Son testament interdisait la vente du terrain sur lequel se trouvait le Palace. En 1902, en vue de la construction de Grand Central Terminal, les administrateurs de la succession Goelet ont offert le terrain au New York Central Railroad, exploitant du Grand Central Depot, pour qu'il soit utilisé comme site d'un nouveau bureau de poste. Cependant, le terrain devrait être acquis par la condamnation du site. En décembre 1904, New York Central a acheté deux blocs de terrain à l'est du futur terminal, délimités par Lexington Avenue, Depew Place, et les 43e et 45e rues. Cette acquisition de terrain comprenait le Grand Central Palace. Après l'acquisition du terrain, New York Central a continué à recevoir des réservations pour des événements au Grand Central Palace.
Alors que le terminal de Grand Central était en cours d'achèvement et que les lignes de chemin de fer à vapeur du New York Central vers Grand Central étaient électrifiées, les lignes de chemin de fer de banlieue de la compagnie ont déplacé leurs opérations vers une station temporaire sous le Grand Central Palace. La gare temporaire comptait quatorze voies, dont dix étaient électrifiées avec un troisième rail. La Hudson Line a été la première à être électrifiée, le 30 septembre 1906 : 97 La gare temporaire n'a pas été prête avant novembre de cette année-là. À ce moment-là, les trains de la ligne Harlem étaient électrifiés et les opérations ont été déplacées au sous-sol du Grand Central Palace. Les trains électriques de la ligne New Haven ont commencé à circuler vers le Grand Central Palace en octobre 1907. Le Palace a été utilisé comme terminal pour les trois lignes pendant que l'ancienne gare Grand Central était démolie par sections : un processus qui a commencé en 1910.
Le Palace d'origine a été démoli en 1913 pour faire place à la Grand Central Terminal.

### Nouvelle structure (1911-1964)
Un nouveau bâtiment de 13 étages a été inauguré le 19 mai 1911. Le bâtiment de 13 étages, avec deux fois plus de surface au sol que la structure précédente, était situé sur le côté ouest de Lexington Avenue entre les 46e et 47e rues, occupant les droits aériens au-dessus des voies ferrées menant à Grand Central Terminal. Le Palace a été conçu par Warren et Wetmore et Reed et Stem, qui avaient également conçu Grand Central Terminal. C'était la première structure conçue dans le cadre de Terminal City, une série de développements commerciaux qui ont été construits après que les cours de triage de Grand Central, autrefois à ciel ouvert, aient été recouvertes. Le Palace était la principale salle d'exposition de New York jusqu'à sa fermeture en 1953. Son emplacement et la proximité de Grand Central Terminal ont stimulé la construction d'un quartier hôtelier dans le secteur. La Grèce, une exposition de 1920 au Palace
Alfred I. du Pont et un groupe d'associés ont repris le bail du Grand Central Palace en mai 1918. Par la suite, en août 1918, le bâtiment a été loué au gouvernement américain, qui l'a utilisé comme hôpital pendant la Première Guerre mondiale. L'année suivante, du Pont et ses associés ont annoncé qu'aucune nouvelle exposition ne serait organisée dans le Grand Central Palace après avril 1921, laissant ainsi la ville sans espace d'exposition majeur. Le syndicat a précisé par la suite que seule l'Exposition internationale des industries continuerait à se tenir dans le Palace.
En 1920, le bail de la structure a été transféré à Robert M. Catts. L'année suivante, Catts a proposé des améliorations d'une valeur de 500 000 dollars au Palace dans le cadre de la construction d'un immeuble de bureaux de 18 étages d'une valeur de 3 millions de dollars sur un terrain vide adjacent. Le plan prévoyait de transformer le Grand Central Palace en immeuble de bureaux et de le rattacher à la structure adjacente par une arcade. L'entrée principale de la structure remodelée serait déplacée vers Park Avenue à l'ouest, tandis que l'étage inférieur, qui donnait sur Lexington Avenue, serait converti en commerces. Le Grand Central Palace aurait été rebaptisé Central Square Building parce qu'à l'époque, il y avait une " place centrale " à l'ouest, qui jouxtait l'extrémité nord de Grand Central Terminal. Il a officiellement déposé les plans pour la construction de l'annexe l'année suivante, et le nouvel immeuble de bureaux de 20 étages a été achevé en 1923. Cependant, en 1925, Catts a dissipé les rumeurs selon lesquelles le Grand Central Palace serait transformé en immeuble de bureaux. Les entreprises de Catts sont devenues insolvables et ont été mises en liquidation judiciaire en 1927, bien que le Grand Central Palace ait continué à accueillir des événements.
August Heckscher a pris le contrôle du bail du Palace en 1923. Au cours de la même transaction, il a acheté d'autres biens immobiliers dans le même pâté de maisons. Un syndicat a acheté le Palace en janvier 1927 avec l'intention de démolir le bâtiment et de construire un centre commercial espagnol à sa place. Bien que le comte de Peracamps, un homme d'affaires philippin, ait visité le Palace en mars de la même année dans le but de promouvoir le centre commercial proposé, la transaction n'a pas eu lieu. Le contrôle du Palace ainsi que du Park-Lexington Building adjacent a été transféré à l'éditeur Condé Nast en 1928. Dans le cadre de l'achat du Palace par Condé Nast, les huit étages supérieurs seraient transformés en bureaux de vente, tandis que les trois étages inférieurs continueraient à être utilisés comme espace d'exposition.
En 1932, l'hypothèque couvrant le Palace et le Park-Lexington Building a été saisie. En 1933, Heckscher a proposé de vendre le Grand Central Palace au gouvernement fédéral pour 6 millions de dollars, afin qu'il puisse être remplacé par un bureau de poste. À l'époque, le Palace était situé au sommet d'une partie de la cour de stockage de la gare de Grand Central, et une goulotte à courrier reliait le bâtiment aux voies ferrées situées en dessous. Comme le New York Central Railroad était toujours propriétaire du terrain situé sous le Palace, si la transaction avait abouti, seuls les droits aériens au-dessus des voies auraient été vendus.
Le début de la Seconde Guerre mondiale dans les années 1940 a entraîné la suspension de plusieurs expositions. Par exemple, en 1941, le National Motor Boat Show a été suspendu pour la première fois depuis 1904. L'année suivante, l'International Flower Show a également été suspendu jusqu'à la fin de la guerre. En octobre 1942, le Grand Central Palace a été transformé en centre d'intronisation pour l'armée américaine, remplaçant un centre sur Governors Island. Après que plus d'un demi-million de soldats aient été intronisés au Palace, les quatorze dernières intronisations ont eu lieu en septembre 1945. Le centre d'intronisation a été fermé peu après.
Après la guerre, il a été annoncé que le New York Coliseum, un nouveau hall d'exposition en cours de construction de l'autre côté de la ville à Columbus Circle, remplacerait le Grand Central Palace comme principal hall d'exposition de la ville. En 1952, le gouvernement fédéral a signé une lettre d'intention pour louer les quatre étages inférieurs, alors utilisés comme espace d'exposition, et les a convertis en bureaux pour l'Internal Revenue Service (IRS). Après les objections de plusieurs organisateurs d'expositions, le New York Convention and Visitors Bureau a demandé que les expositions soient autorisées au Grand Central Palace jusqu'à l'ouverture du Coliseum en 1956. Le gouvernement fédéral a d'abord abandonné les plans de location en février 1953, mais le mois suivant, il a signé un contrat de location pour convertir les quatre étages inférieurs en 15 900 m2 de bureaux. Dans le cadre de ce contrat, les expositions devaient continuer à se tenir au Grand Central Palace jusqu'en novembre 1953, date à laquelle les rénovations devaient commencer. Entre-temps, jusqu'à l'ouverture du Coliseum, les expositions devaient se tenir au Kingsbridge Armory dans le Bronx ainsi que dans d'autres armories de Manhattan.
La disparition du Grand Central Palace a commencé en 1955, lorsque toute la zone autour de la gare a été ouverte au développement dans le but d'obtenir plus d'argent pour la New York Central Railroad qui était en difficulté. En 1957, le domaine du Pont a proposé de construire cinq immeubles de bureaux sur un site de trois blocs près de la gare Grand Central Terminal qui comprenait le Palace. En 1963, il a été annoncé que le Grand Central Palace serait démoli pour faire place à un immeuble de bureaux de 47 étages conçu par Uris Buildings Corporation, qui avait acquis le bail du Palace et d'un immeuble voisin. La démolition a commencé en juin 1964. Le site du Palace est maintenant occupé par le 245 Park Avenue (en).

## Architecture
Le Palais du Grand Central original était une structure en brique de six étages. Son empreinte au sol mesurait 61 m sur 84 m et sa superficie était de 29 000 m2. Le premier étage, au niveau du sol, comportait des cafés qui flanquaient l'entrée sur Lexington Avenue à l'est, ainsi qu'un grand espace d'exposition. Un grand escalier menait au deuxième étage, où se trouvait un hall à coupole en verre de trois étages, d'une superficie de 12 000 pieds carrés (1 100 m2) ; l'ensemble du niveau représentait une superficie totale de 55 000 pieds carrés (5 100 m2). Les troisième et quatrième étages étaient consacrés à des galeries situées de part et d'autre du hall du deuxième étage, tandis que les cinquième et sixième étages formaient un balcon en forme de "carré creux" au-dessus du dôme de verre. L'intérieur était éclairé par plus de 4 000 ampoules à incandescence, dont sept lustres contenant collectivement 700 ampoules. Plus de 50 000 personnes pouvaient être accueillies simultanément dans le bâtiment original. La structure avait un toit de 50 000 pieds carrés (4 600 m2) avec un jardin de toit saisonnier et une scène. Un pont reliait le palais au Grand Central Depot, de l'autre côté de Depew Place, à l'ouest.
Le deuxième Grand Central Palace suivait le précédent créé par l'architecture Beaux-Arts de la Grand Central Terminal. Il contenait plus de 600 000 pieds carrés (56 000 m2) de surface de plancher. La façade de Lexington Avenue présentait un portique soutenu par quatre colonnes classiques. Les trois étages inférieurs étaient occupés par des espaces d'exposition, la salle d'exposition principale se trouvant aux deuxième et troisième étages, et les dix étages supérieurs étaient utilisés pour des bureaux.

## Événements et locataires
Le Grand Central Palace accueillait des salons de l'automobile, du bateau, de la fleur et du commerce. Le Palace était le principal centre d'exposition de la ville de New York pendant la première moitié du XXe siècle. En 1927, il accueillait deux millions d'invités par an. Les locataires de bureaux du Palace comprenaient le Selective Service et l'Internal Revenue Service.
Les premières expositions au Grand Central Palace étaient des salons professionnels organisés en 1893, avant même que la structure ne soit achevée. Dès l'ouverture du Palace en mai 1893, la première exposition qui s'y est tenue était le rassemblement du New York Press Club. Parmi les autres locataires de la première heure figuraient le salon des fleurs, la boxe amateur et des expositions d'élèves d'écoles catholiques. Cependant, la structure est restée vide le reste de l'année, alors qu'elle accueillait des expositions de la World's Columbian Exposition de Chicago. L'un des plus grands événements accueillis dans le premier palais a été un rassemblement politique du parti démocrate en 1900, qui a été décrit à l'époque comme "l'un des plus grands jamais organisés dans le Grand Central Palace".
Le premier salon de l'automobile organisé au Grand Central Palace a eu lieu en 1907 et était organisé par l'Automobile Club of America. À l'époque, un salon de l'automobile distinct pour les voitures étrangères se tenait au Madison Square Garden. En 1911, le First Industrial Aeroplane Show (aujourd'hui Industrial Airplane Show) s'est tenu en même temps que le North American International Auto Show au Grand Central Palace, du 31 décembre 1910 à la mi-janvier 1911. Il s'agissait d'un événement majeur à l'époque, car une grande partie du public n'avait jamais vu d'avion. Les deux salons de l'automobile ont été combinés à partir de 1913, bien que les salons de l'automobile combinés soient toujours répartis entre le Madison Square Garden et le nouveau Grand Central Palace.
Le palais a également accueilli les expositions industrielles féminines de 1912 à 1915. Le Westminster Kennel Club Dog Show s'est tenu au Grand Central Palace, ainsi que l'Exposition d'architecture et d'arts connexes à la fin des années 1920 et au début des années 1930. L'exposition de 1927 a vu l'installation d'un orgue de théâtre Welte-Mignon dans le hall.
Le Palais a également été utilisé par le gouvernement fédéral pendant les guerres mondiales. En septembre 1918, pendant la Première Guerre mondiale, le Grand Central Palace a été loué comme "Hôpital de débarquement no. En septembre 1918, pendant la Première Guerre mondiale, le Grand Central Palace a été loué en tant qu'"Hôpital de débarquement n° 5" pour les forces expéditionnaires américaines revenant d'Europe. Le Palais a été utilisé de cette manière jusqu'en avril 1919.